# 陈鸿志
陈鸿志（1975年-），中国大陆有组织犯罪集团首脑，山西凌志集团董事长，柳林首富。

## 生平
陈鸿志，吕梁市柳林县人，2003年从事煤炭生意，以“保安队”的名义组建私人打手，依靠武力威胁等手段夺取柳林多座村办煤矿的承包经营权，获利巨厚，并依靠非法获得巨额资金及掌控的暴力团伙不断扩张产业，组建山西凌志集团，产业涉及酒店，房产，商城等成为柳林县首富，同意依靠强大的经济实力拉拢贿赂公务员充当保护伞，扩大在柳林县当地的政治影响力，影响力甚至一度能达到决定柳林县当地官员的升迁，职位人选，逼走镇党委书记把持基层政权。因扫黑除恶专项斗争运动的发起，陈鸿志犯罪集团被中国政府列为全国扫黑办挂牌督办案件。2018年7月21日晚，陈鸿志以及数十名相关涉案人员被中国公安机关逮捕，据媒体报道，抓捕行动动用了数百名民警。2019年11月5日山西省长治市中级人民法院5日依法对陈鸿志等人涉黑案一审公开宣判，陈鸿志组织、领导黑社会性质组织罪、故意伤害罪等，数罪并罚决定执行死刑，缓期2年执行。不久，原吕梁中级人民法院院长、山西省高级人民法院原副院长王志刚，也因充当陈鸿志保护伞被查处。